# WB Games Boston
WB Games Boston, ehemals Turbine Inc. und Turbine Entertainment Software, ursprünglich CyberSpace, Inc., ist ein US-amerikanisches Entwicklerstudio von Computerspielen mit Sitz in Westwood, Massachusetts. Das Unternehmen ist spezialisiert auf Massively Multiplayer Online Role-Playing Games und bekannt für die Entwicklung von Asheron’s Call, Dungeons & Dragons Online und Der Herr der Ringe Online.

## Geschichte
Das Unternehmen wurde 1994 als Startup-Unternehmen von Johnny Monsarrat mit Studienkollegen im Haus seiner Mutter gegründet. Zu diesem Zeitpunkt firmierte das Unternehmen noch als Turbine Entertainment Software. Nachdem das Unternehmen kurzzeitig Büroräumlichkeiten in Providence bezogen hatte, wurde der Unternehmenssitz schließlich nach Westwood verlegt. Der erste Titel des Studios war das MMORPG Asheron’s Call. Von 2005 an firmierte das Unternehmen als Turbine Inc. Am 20. April 2010 wurde Turbine für 160 Millionen US-Dollar vom US-amerikanischen Medienkonzern Time Warner übernommen und ist seither Teil von Warner Bros. Interactive Entertainment.
Turbine gilt als ein Vorreiter des Free-to-play-Geschäftsmodells in Nordamerika. Als das 2006 gestartete Dungeons & Dragons Online zunehmend Spieler verlor, stellte das Unternehmen 2009 als einer der ersten führenden US-Hersteller von einem Abonnement-Modell auf kostenlosen Zugang und Micropayment um. Die Umstellung führte zu einer deutlichen Zunahme der Spielerzahlen und Umsätze.
Seit 2018 firmiert das Unternehmen als WB Games Boston.

## Entwickelte Spiele
- 1999: Asheron’s Call (Windows)
  - 2001: Asheron’s Call: Dark Majesty (Add-on, Windows)
  - 2005: Asheron’s Call: Throne of Destiny (Add-on, Windows)
- 2002: Asheron’s Call 2: Fallen Kings (Windows)
  - 2005: Asheron’s Call 2: Legions (Add-on, Windows)
- 2006: Dungeons & Dragons Online (Windows, MacOS)
  - 2012: Dungeons & Dragons Online: Bedrohung durch das Unterreich (Add-on, Windows)
- 2007: Der Herr der Ringe Online: Die Schatten von Angmar (Windows, MacOS)
  - 2008: Der Herr der Ringe Online: Die Minen von Moria (Add-on, Windows)
  - 2009: Der Herr der Ringe Online: Die Belagerung des Düsterwalds (Add-on, Windows)
  - 2011: Der Herr der Ringe Online: Der Aufstieg Isengarts (Add-on, Windows)
  - 2012: Der Herr der Ringe Online: Die Reiter von Rohan (Add-on, Windows)
- 2013: Infinite Crisis (Windows)